# Caratê nos Jogos Pan-Americanos de 2019 - Mais de 68 kg feminino
A categoria mais de 68 kg feminino foi disputada nas competições do caratê nos Jogos Pan-Americanos de 2019, em Lima. Foi realizada no Polideportivo de Villa El Salvador no dia 11 de agosto.

## Calendário
Horário local (UTC-5).
| Data         | Horário | Fase          |
| ------------ | ------- | ------------- |
| 11 de agosto | 9:00    | Primeira fase |
| 11 de agosto | 13:20   | Semifinal     |
| 11 de agosto | 14:50   | Final         |

## Medalhistas
| Ouro   | DOM Pamela Ogando               |
| Prata  | VEN Omaira Molina               |
| Bronze | PER Isabel Aco USA Cirrus Lingl |

## Resultados

### Grupo 1
| Atleta           | Nação              | J | V | E | D | Pontos | Pontos | Pontos |
| Atleta           | Nação              | J | V | E | D | PF     | PC     | Dif    |
| ---------------- | ------------------ | - | - | - | - | ------ | ------ | ------ |
| Omaira Molina    | VEN Venezuela      | 2 | 2 | 0 | 0 | 8      | 2      | +6     |
| Cirrus Lingl     | USA Estados Unidos | 2 | 1 | 0 | 1 | 6      | 8      | -2     |
| Valentina Castro | ARG Argentina      | 2 | 0 | 0 | 2 | 3      | 7      | -4     |

|                        | Score |                        |
| ---------------------- | ----- | ---------------------- |
| Cirrus Lingl (USA)     | 4-3   | Valentina Castro (ARG) |
| Cirrus Lingl (USA)     | 2–5   | Omaira Molina (VEN)    |
| Valentina Castro (ARG) | 0–3   | Omaira Molina (VEN)    |

### Grupo 2
| Atleta            | Nação                    | J | V | E | D | Pontos | Pontos | Pontos |
| Atleta            | Nação                    | J | V | E | D | PF     | PC     | Dif    |
| ----------------- | ------------------------ | - | - | - | - | ------ | ------ | ------ |
| Pamela Ogando     | DOM República Dominicana | 2 | 2 | 0 | 0 | 7      | 5      | +2     |
| Isabel Aco        | PER Peru                 | 2 | 1 | 0 | 1 | 3      | 3      | 0      |
| Guadalape Quintal | MEX México               | 2 | 0 | 0 | 2 | 3      | 5      | -2     |

|                     | Score |                         |
| ------------------- | ----- | ----------------------- |
| Pamela Ogando (DOM) | 3-2   | Isabel Aco (PER)        |
| Pamela Ogando (DOM) | 4-3   | Guadalupe Quintal (MEX) |
| Isabel Aco (PER)    | 1-0   | Guadalupe Quintal (MEX) |

### Finais
|  | Semifinais          | Semifinais          |   |  | Disputa do ouro     | Disputa do ouro |  |
|  |                     |                     |   |  |                     |                 |  |
|  |                     |                     |   |  |                     |                 |  |
|  | Omaira Molina (VEN) | 5                   |   |  |                     |                 |  |
|  | Isabel Aco (PER)    | 2                   |   |  |                     |                 |  |
|  |                     |                     |   |  |                     |                 |  |
|  |                     |                     |   |  |                     |                 |  |
|  |                     |                     |   |  | Omaira Molina (VEN) | 2               |  |
|  |                     | Pamela Ogando (DOM) | 6 |  |                     |                 |  |
|  |                     |                     |   |  |                     |                 |  |
|  |                     |                     |   |  |                     |                 |  |
|  |                     |                     |   |  |                     |                 |  |
|  |                     |                     |   |  |                     |                 |  |
|  | Cirrus Lingl (USA)  | 3                   |   |  |                     |                 |  |
|  | Pamela Ogando (DOM) | 5                   |   |  |                     |                 |  |